# 天主教考那斯總教區
天主教考那斯總教區（拉丁語：Archidioecesis Kaunensis）是羅馬天主教在立陶宛的一個教省總教區，下轄三個教區。
總教區於2011年時有536,000名教友（佔轄區總人口80.1%），有91個堂區、132名司鐸、26名修士和204名修女。現任總主教為克斯圖蒂斯·克瓦拉斯，榮休總主教為利翁吉納斯·維爾巴拉斯。
薩莫吉希亞教區始於1417年，1926年4月4日升為總教區。